# 군포시립도서관
군포시립도서관의 다른 뜻은 다음과 같다.
- 군포어린이도서관
- 부곡도서관
- 당동도서관
- 대야도서관
- 산본도서관
- 중앙도서관

## 같이 보기
- 제목에 "군포시립도서관" 항목을 포함한 모든 문서

| Disambiguation icon | 이 문서는 명칭이 같고 같은 종류에 속하는 여러 대상을 연결하는 색인 문서입니다. |